# Птиче (Куртамиський округ)
Пти́че (рос. Птичье) — присілок у складі Куртамиського округу Курганської області, Росія.
Населення — 88 осіб (2010, 150 у 2002).
Національний склад станом на 2002 рік:
- росіяни — 92 %